# Епархия Сакатекаса
Епархия  (лат. Dioecesis Zacatecensis) — епархия Римско-Католической церкви с центром в городе Сакатекас, Мексика. Епархия Сакатекаса  входит в митрополию Сан-Луис-Потоси. Кафедральным собором епархии Сакатекаса является церковь Успения Пресвятой Девы Марии.

## История
26 января 1863 года Римский папа Пий XI издал буллу Ad Universam Agri Dominici, которой учредил епархию Сакатекаса, выделив её из архиепархии Гвадалахары. В этот же день епархия Сакатекаса вошла в митрополию Гвадалахары. 
13 января 1962 года епархия Сакатекаса передала часть своей территории территориальной прелатуре Хесус Мария дель Наяр.
25 ноября 2006 года епархия Сакатекаса вошла в митрополию Сан-Луис-Потоси.

## Ординарии епархии
- епископ Ignacio Mateo Guerra y Alba  (28.02.1864 – 7.06.1871);
- епископ José Maríe del Refugio Guerra y Alva (29.07.1872 – 1888);
- епископ Buenaventura del Purísimo Corazón de María Portillo y Tejeda (27.05.1888 – 19.06.1899);
- епископ José Guadalupe de Jesús de Alba y Franco (14.12.1899 – 11.07.1910);
- епископ Miguel María de la Mora y Mora  (9.02.1911 – 24.02.1922);
- епископ Ignacio Placencia y Moreira  (27.10.1922 – 5.12.1951);
- епископ Francisco Javier Nuño y Guerrero  (5.12.1951 – 18.12.1954);
- епископ Antonio López Aviña (21.06.1955 – 14.12.1961) – назначен архиепископом Дуранго;
- епископ Adalberto Almeida y Merino  (14.04.1962 – 24.08.1969) – назначен архиепископом Чиуауа;
- епископ José Pablo Rovalo Azcué (18.05.1970 – 15.07.1972);
- епископ Rafael Muñoz Núñez (20.07.1972 – 1.06.1985) – назначен епископом Агуаскальентеса;
- епископ Хавьер Лосано Барраган (28.110.1984 – 31.10.1996) - назначен директором Папского совета по пастырскому попечению о работниках здравоохранения;
- епископ Fernando Mario Chávez Ruvalcaba (20.01.1999 — 8.10.2008);
- епископ Carlos Cabrero Romero (8.10.2008 — 3.04.2012) — назначен архиепископом Сан-Луис-Потоси;
- епископ Sigifredo Noriega Barceló (2.08.2012 — по настоящее время);

## Источник
- Annuario Pontificio, Libreria Editrice Vaticana, Città del Vaticano, 2003, ISBN 88-209-7422-3